# Сикстинская капелла
Сиксти́нская капе́лла (лат. Sacellum Sixtinum, итал. Cappella Sistina) — бывшая домовая церковь в Ватикане. Построена в 1473—1481 годах архитектором Джордже де Дольчи по заказу папы Сикста IV, откуда и произошло название. Ныне Капелла — музей, выдающийся памятник Возрождения, используемый также для проведения конклавов, на которых кардиналы избирают нового папу римского. Хор Сикстинской капеллы — один из наиболее значительных хоров современной Римско-католической церкви.

## История

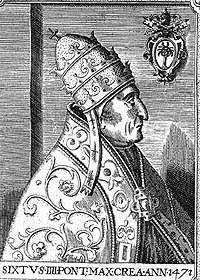
Папа Сикст IV

Сикстинская капелла была сооружена на месте, где до неё существовала «Большая капелла» (Cappella Maggiore), в которой в эпоху Средневековья собирался папский двор, состоявший примерно из двухсот кардиналов, представителей различных религиозных орденов и знатных семейств. Папа Сикст IV опасался военной угрозы со стороны флорентийской Синьории Медичи, с которой находился в напряжённых отношениях, и от Мехмеда II, чьи войска представляли потенциальную опасность для восточных берегов Италии. Поэтому он решил укрепить эту постройку. Проект создал архитектор Баччо Понтелли, а работы велись под руководством Джордже де Дольчи.
Вход в капеллу расположен с востока. Прямоугольное в плане помещение имеет размеры, совпадающие с указанными в Ветхом Завете размерами Храма Соломона — 40,23 х 13,41 метра, высота свода — 20,7 метра. Капелла украшена настенными росписями, выполненными в 1481—1483 годах Сандро Боттичелли, Пинтуриккьо и другими мастерами по заказу папы Сикста IV. В 1508—1512 годах Микеланджело расписывал свод с люнетами и распалубками по заказу папы Юлия II. 31 октября 1512 года папа Юлий II отслужил торжественную вечерню в честь создания фресок на своде Сикстинской капеллы. 31 октября 2012 года, в тот же час, папа Бенедикт XVI повторил торжественную церемонию в честь 500-летнего юбилея этого события.
А в 1536—1541 годах Микеланджело расписывал алтарную стену, фреска «Страшный суд» создавалась по заказу папы Павла III. С конца XV века в Капелле проходят конклавы. Первым конклавом, прошедшим здесь, был конклав 1492 года, на котором избрали Александра VI. Капелла была освящена 15 августа 1483 года в праздник Вознесения Богоматери.

## Росписи

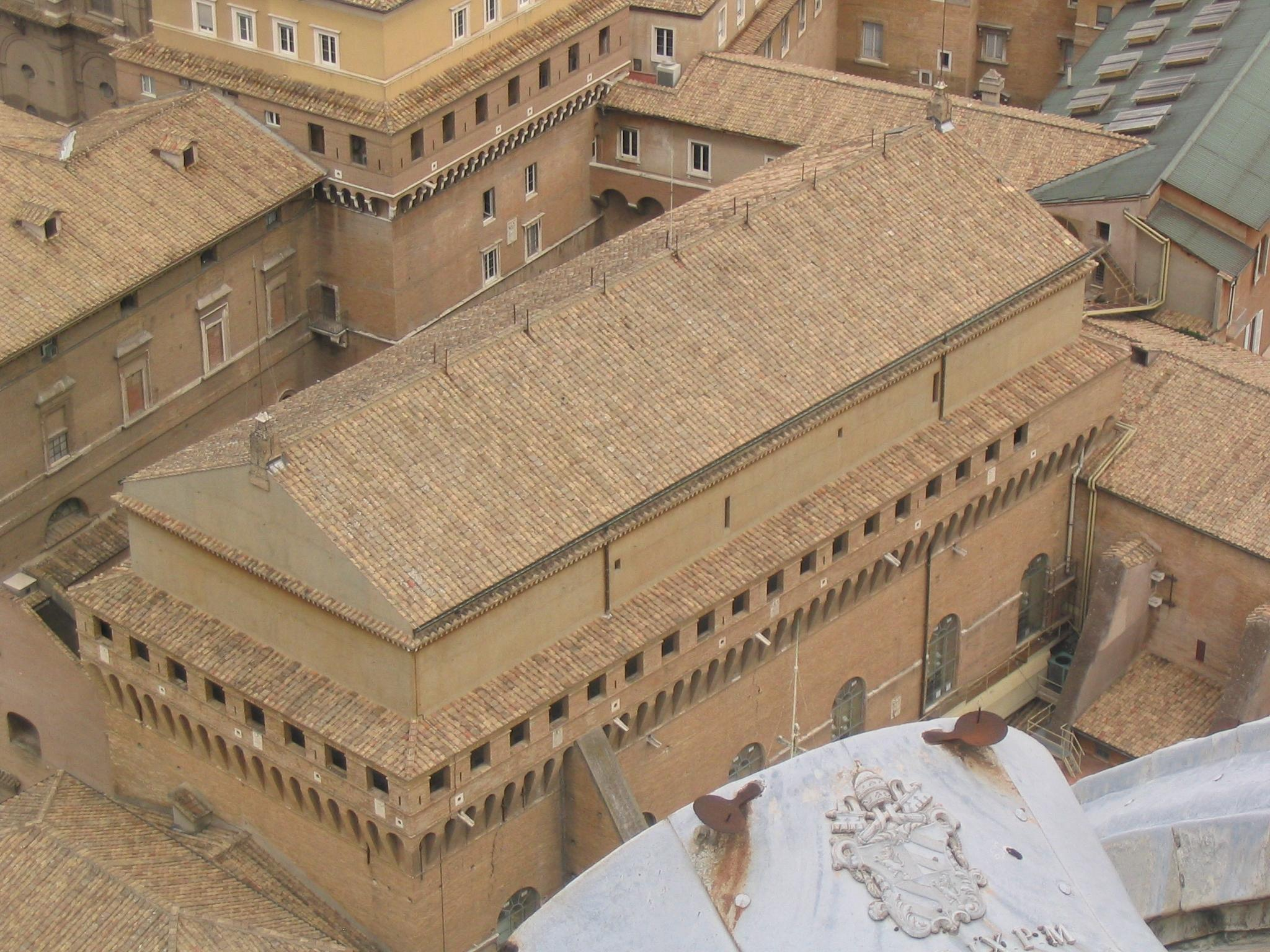
Вид на Сикстинскую капеллу сверху

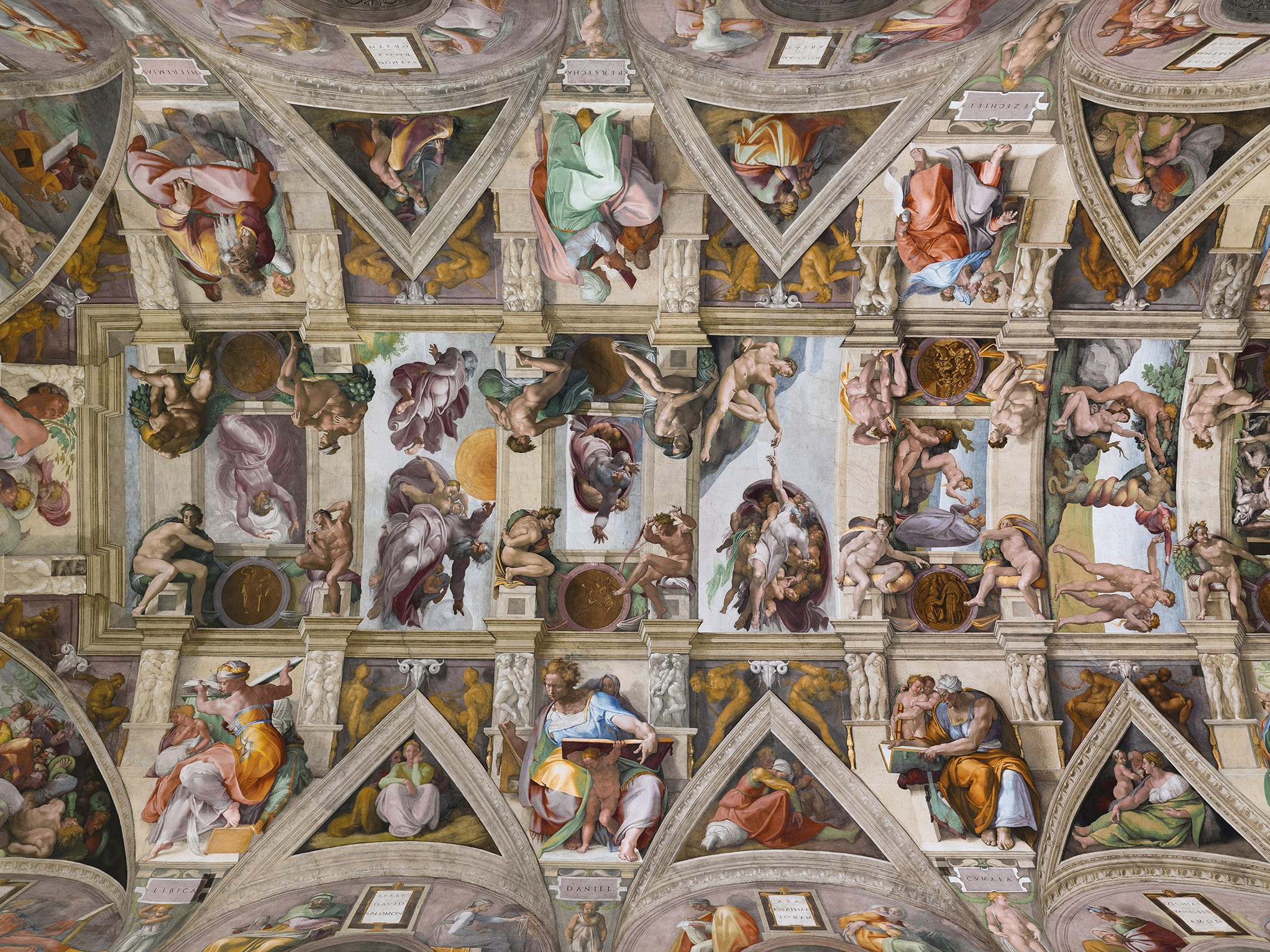
Потолок Сикстинской капеллы

После сближения папы римского и Лоренцо Медичи (спустя два года после заговора Пацци) в Рим пригласили группу флорентийских художников, которые вместе с умбрийскими мастерами в 1481—1483 годах украсили стены Сикстинской капеллы. Это были Боттичелли, Перуджино, Гирландайо и Козимо Росселли при участии своих помощников: Пинтуриккьо, Синьорелли, Бартоломео делла Гатта, Давида Гирландайо, Пьеро ди Козимо, Бьяджо д’Антонио. Общее руководство было поручено Сандро Боттичелли. Эти фрески, которых первоначально было 16, содержали множество портретных фигур, в сохранившихся 12-и фресках насчитывается не менее сотни.
Стены опоясывают два цикла:
1. История Христа (северная стена).
  1. Крещение Христа (Перуджино).
  2. Искушение Христа и очищение прокажённого (Боттичелли).
  3. Призвание первых апостолов (Гирландайо).
  4. Нагорная проповедь (Козимо Росселли).
  5. Вручение ключей апостолу Петру (Перуджино).
  6. Тайная вечеря (Козимо Росселли).
2. История Моисея (южная стена).
  1. Обрезание сына Моисея Елиазара (Перуджино).
  2. Избиение еврейских младенцев в Египте и призвание Моисея (Боттичелли).
  3. Переход через Красное море (Козимо Росселли).
  4. Дарование заповедей и золотой телец (Козимо Росселли).
  5. Наказание Корея, Дафана и Авирона (Боттичелли).
  6. Смерть и завещание Моисея (Лука Синьорелли).

Фрески Перуджино «Рождение Христа» и «Нахождение Моисея», расположенные на алтарной стене, были сколоты со стены, чтобы освободить место для «Страшного суда» Микеланджело. Фрески на восточной стене (у входа, напротив алтаря) «Вознесение Христа» Гирландайо и «Спор у тела Моисея» Синьорелли были повреждены из-за падения архитрава в 1522 году и перерисованы. Работу выполнили соответственно Генрик ван ден Брук и Маттео да Лечче.

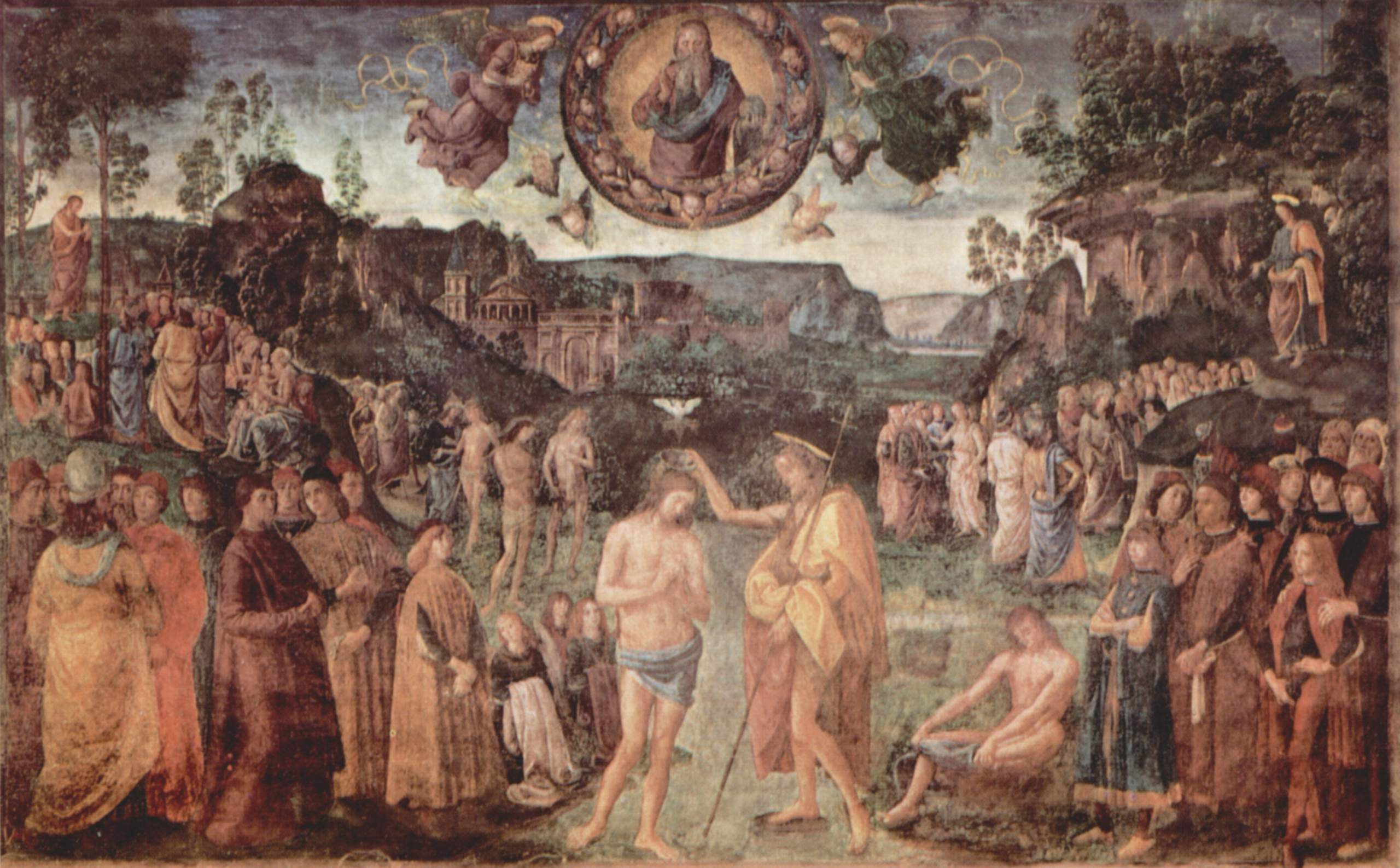
Крещение Христа
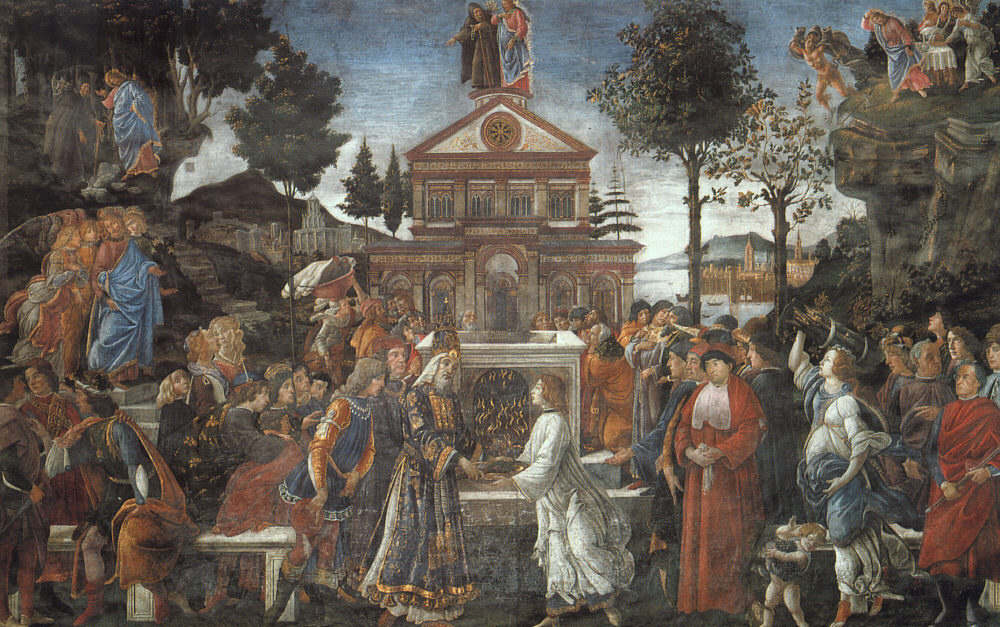
Искушение Христа
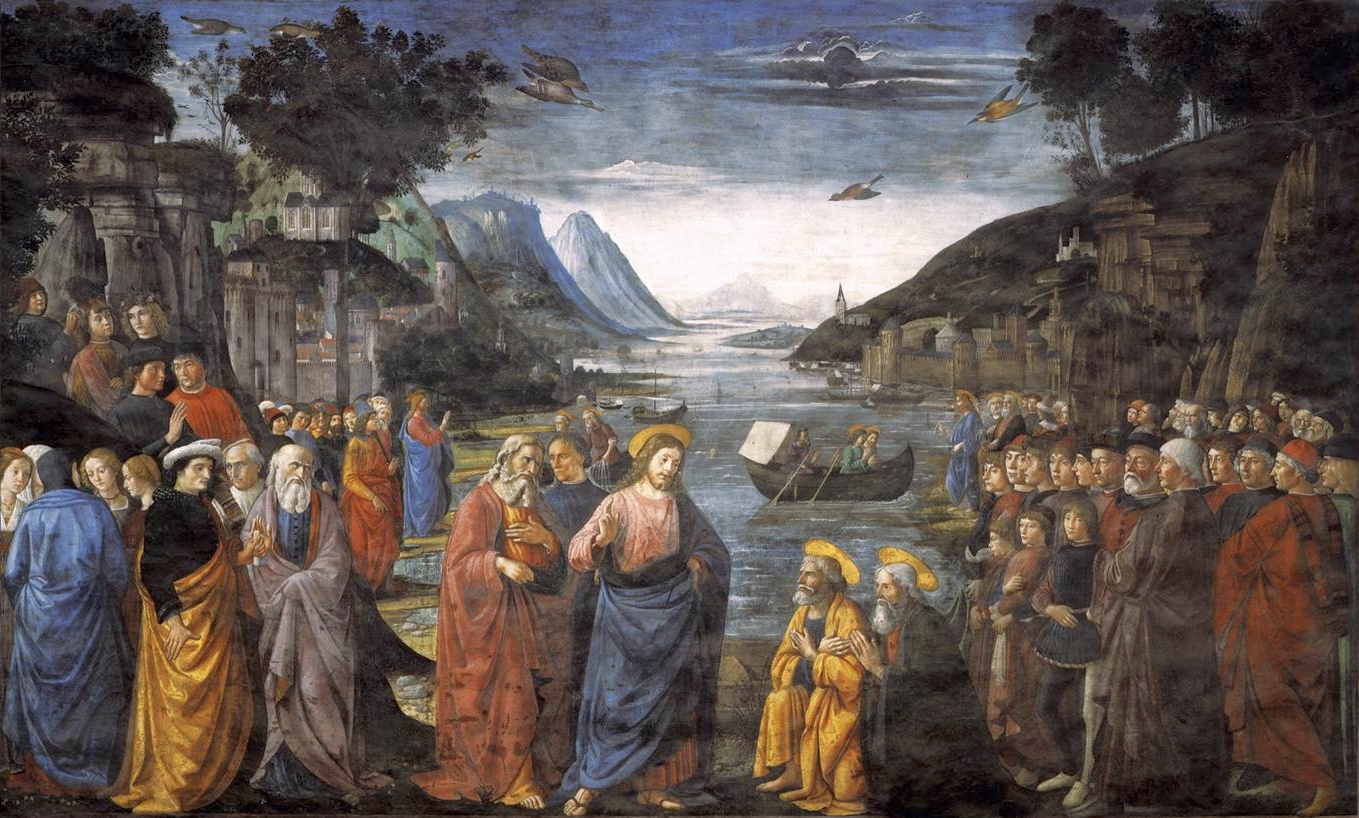
Призвание первых апостолов
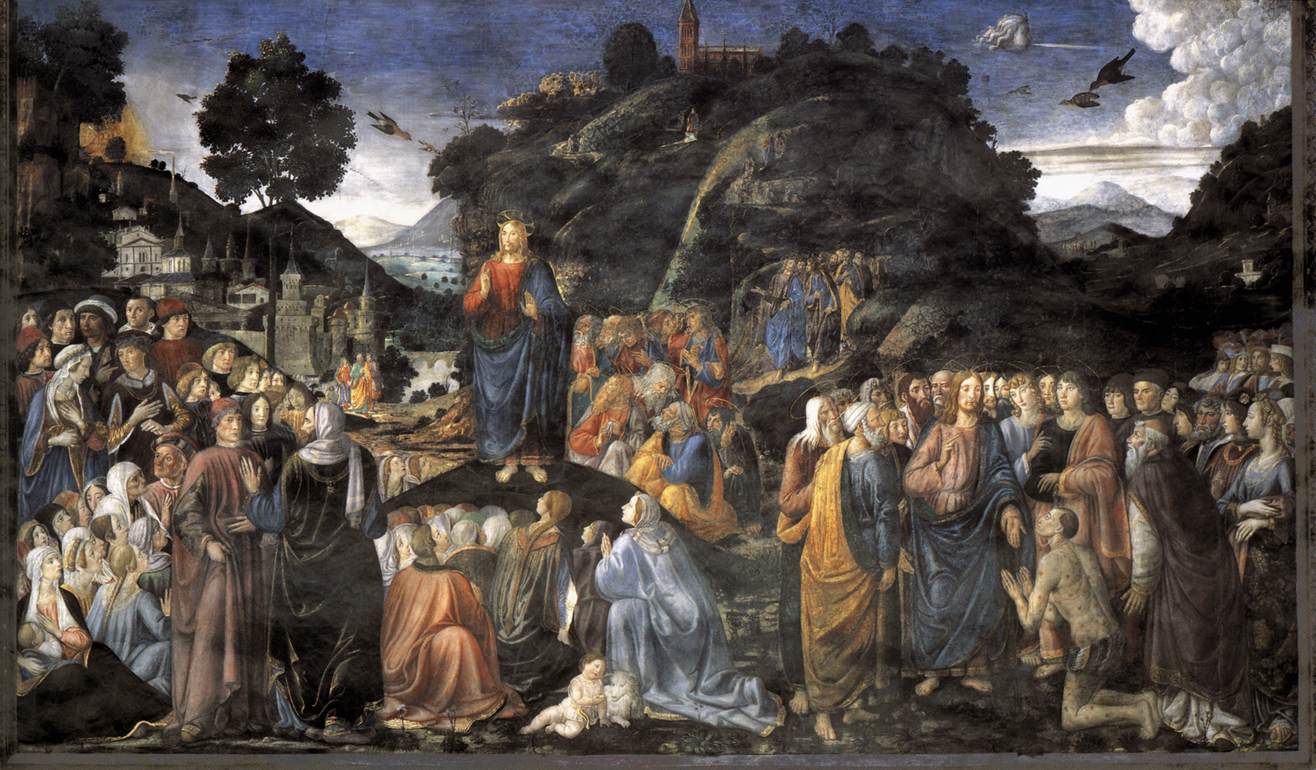
Нагорная проповедь
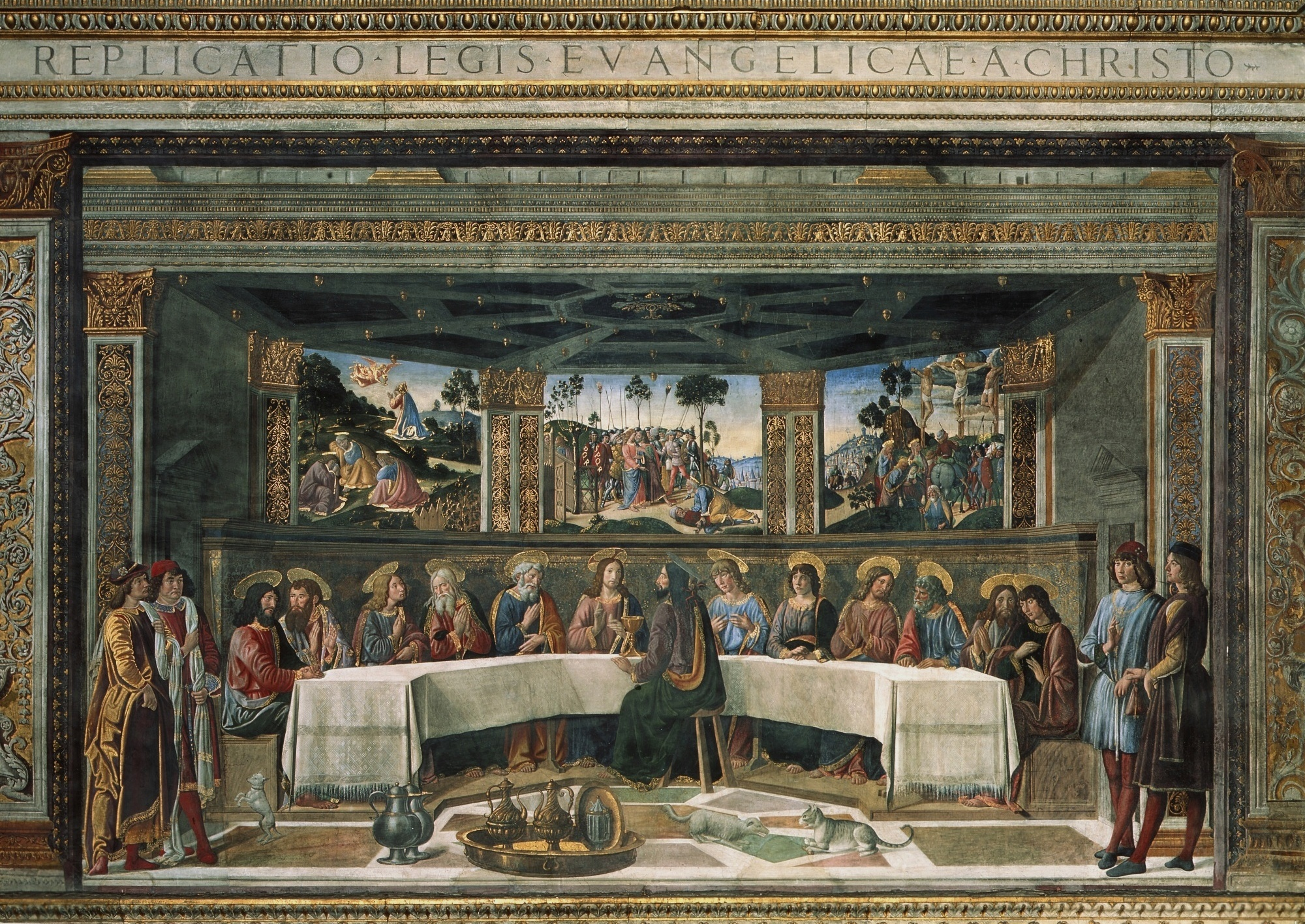
Тайная вечеря
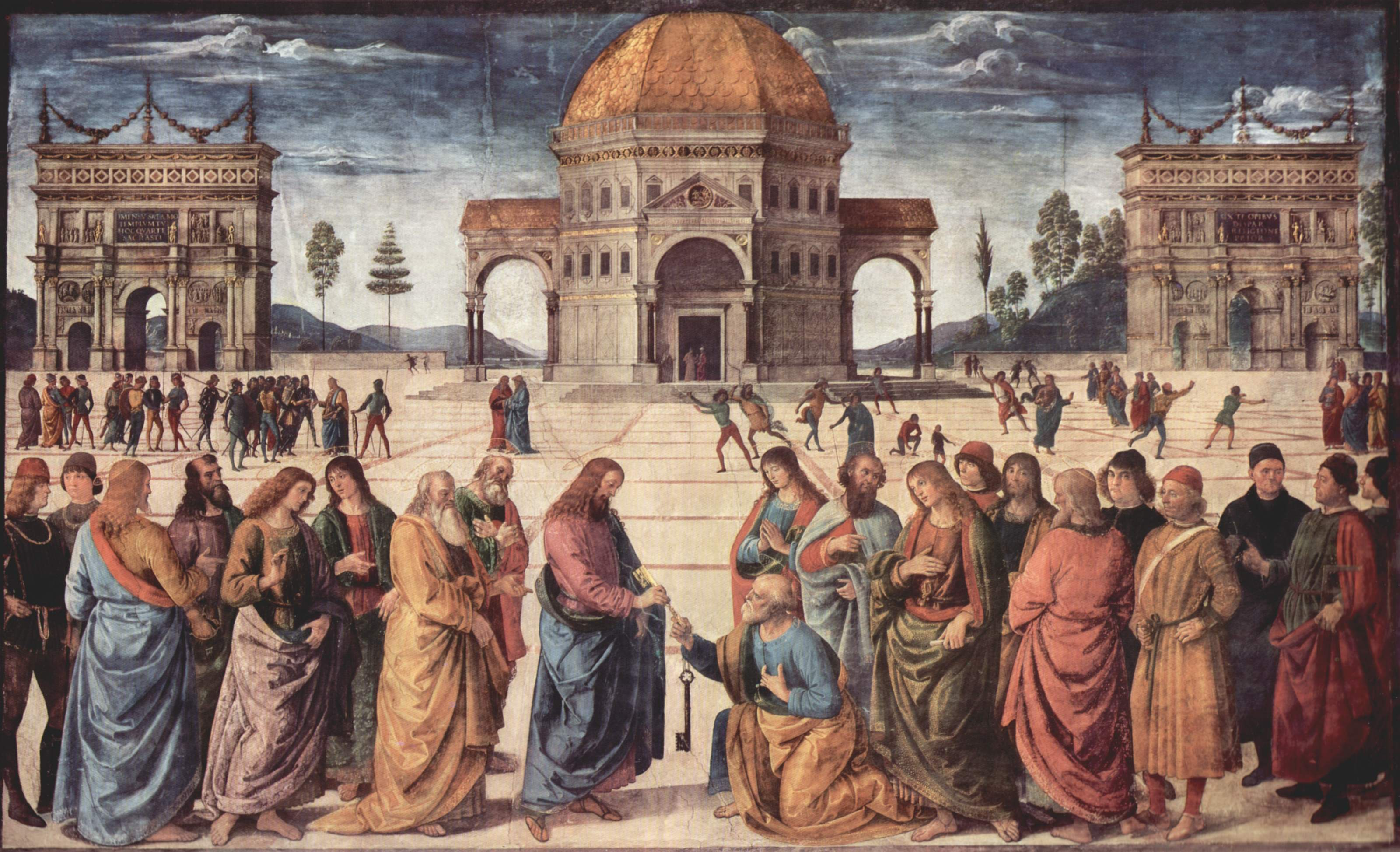
Вручение ключей апостолу Петру
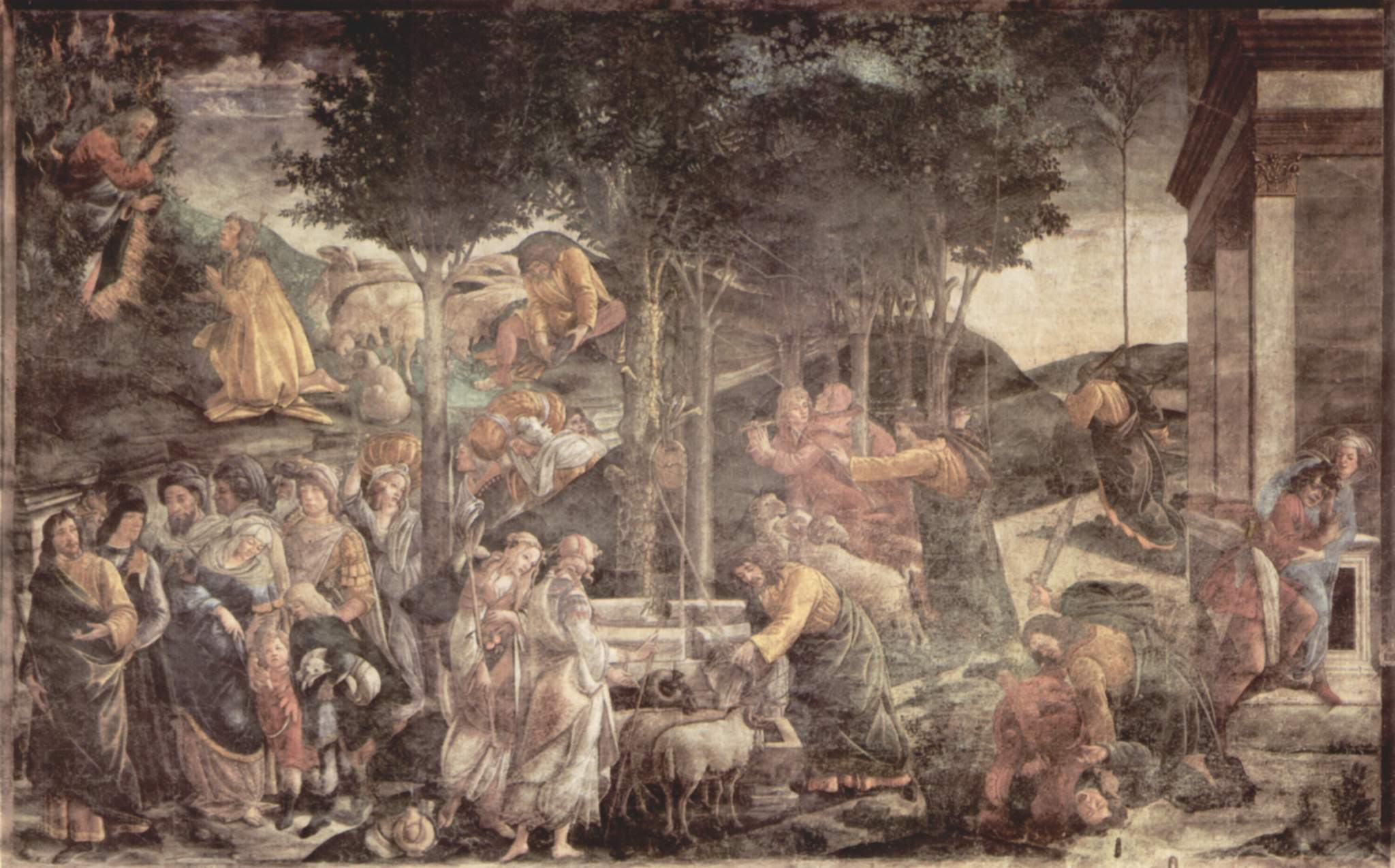
Призвание Моисея
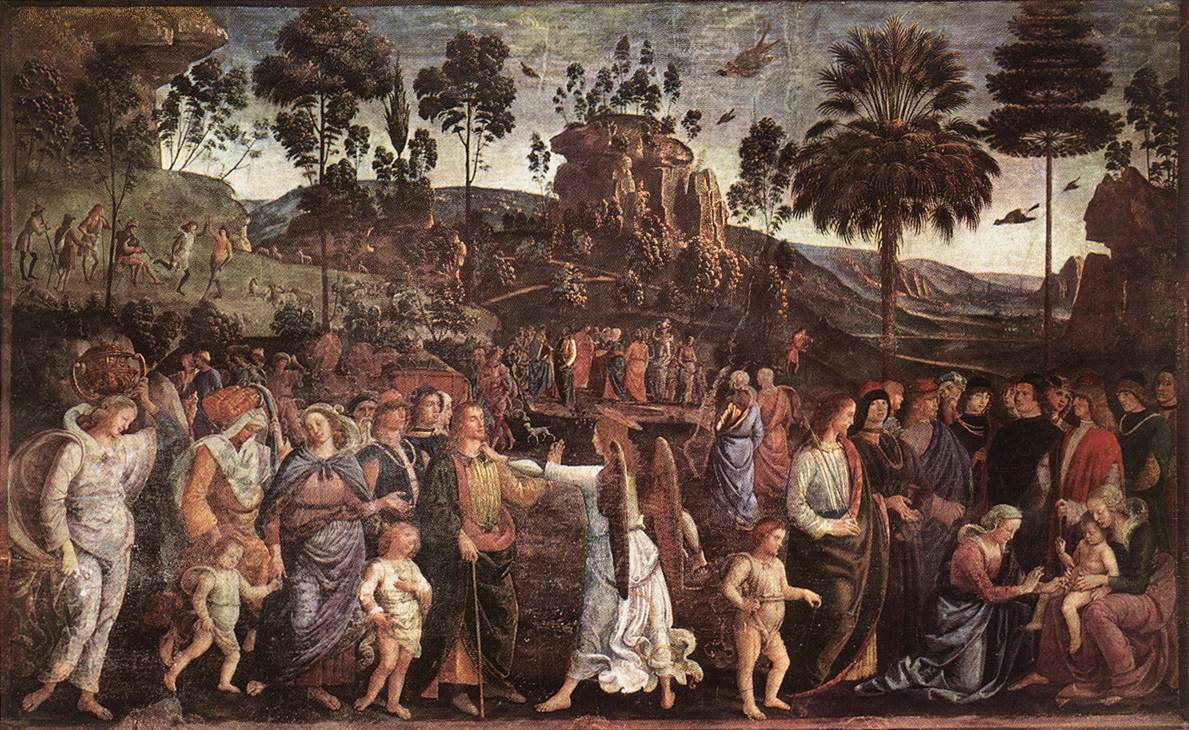
Обрезание сына Моисея Елиазара
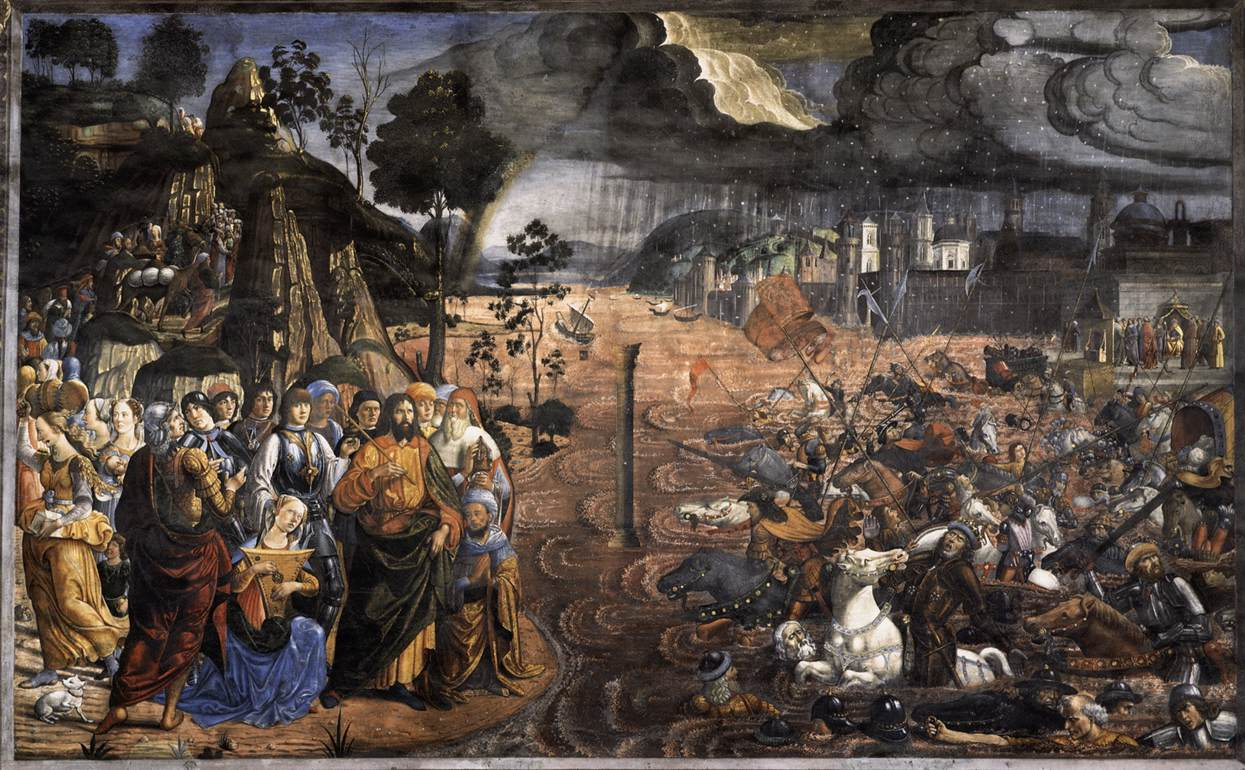
Переход через Красное море
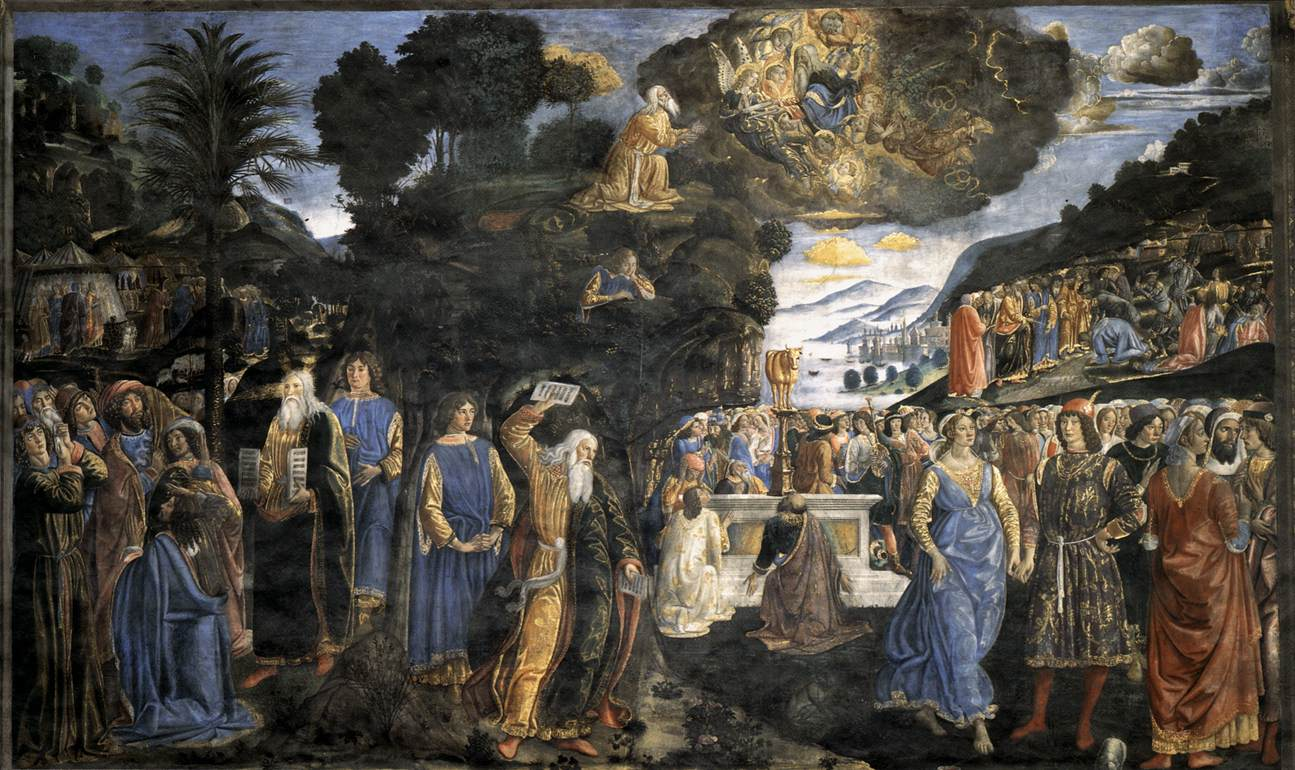
Дарование заповедей
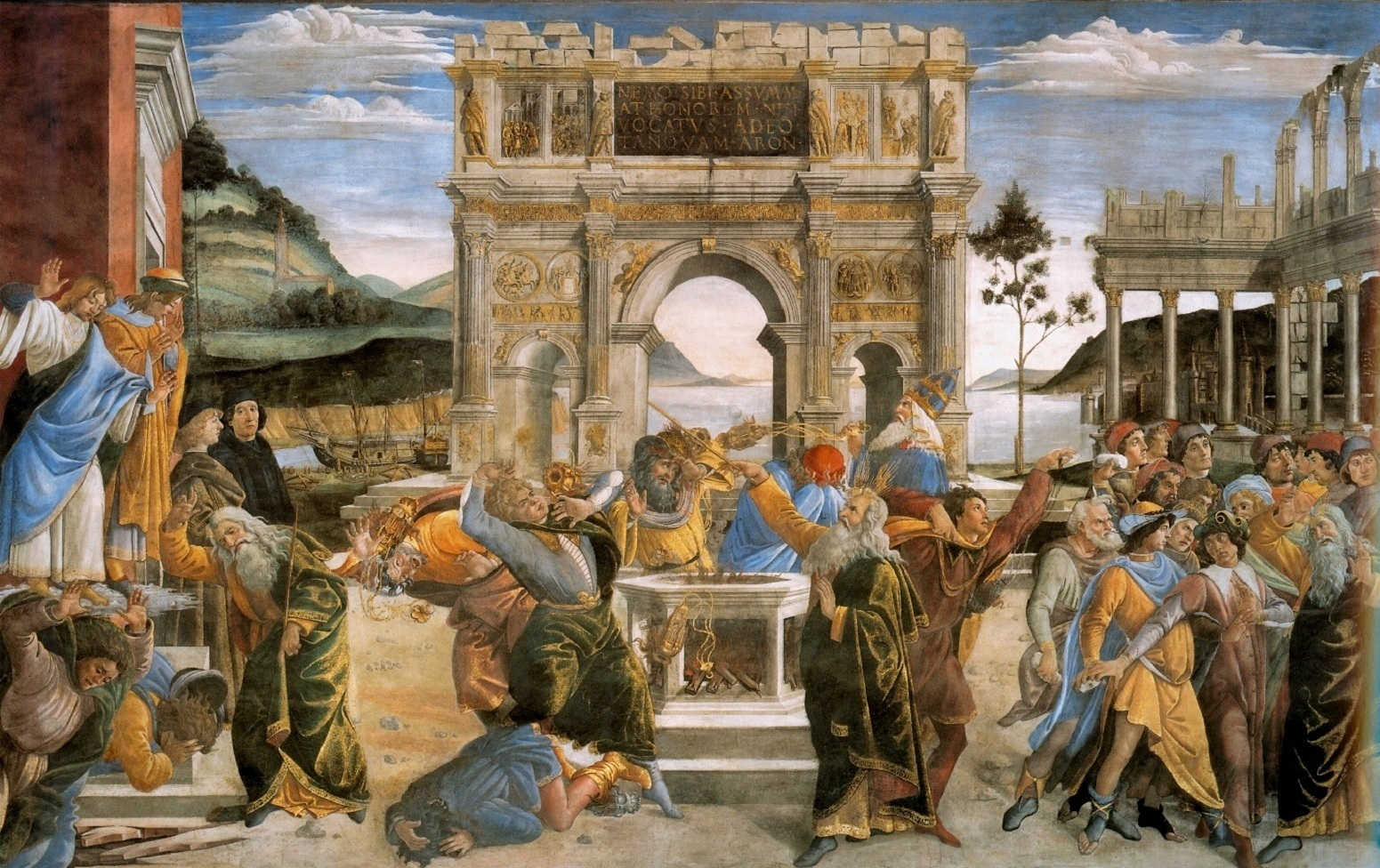
Наказание Корея, Дафана и Авирона
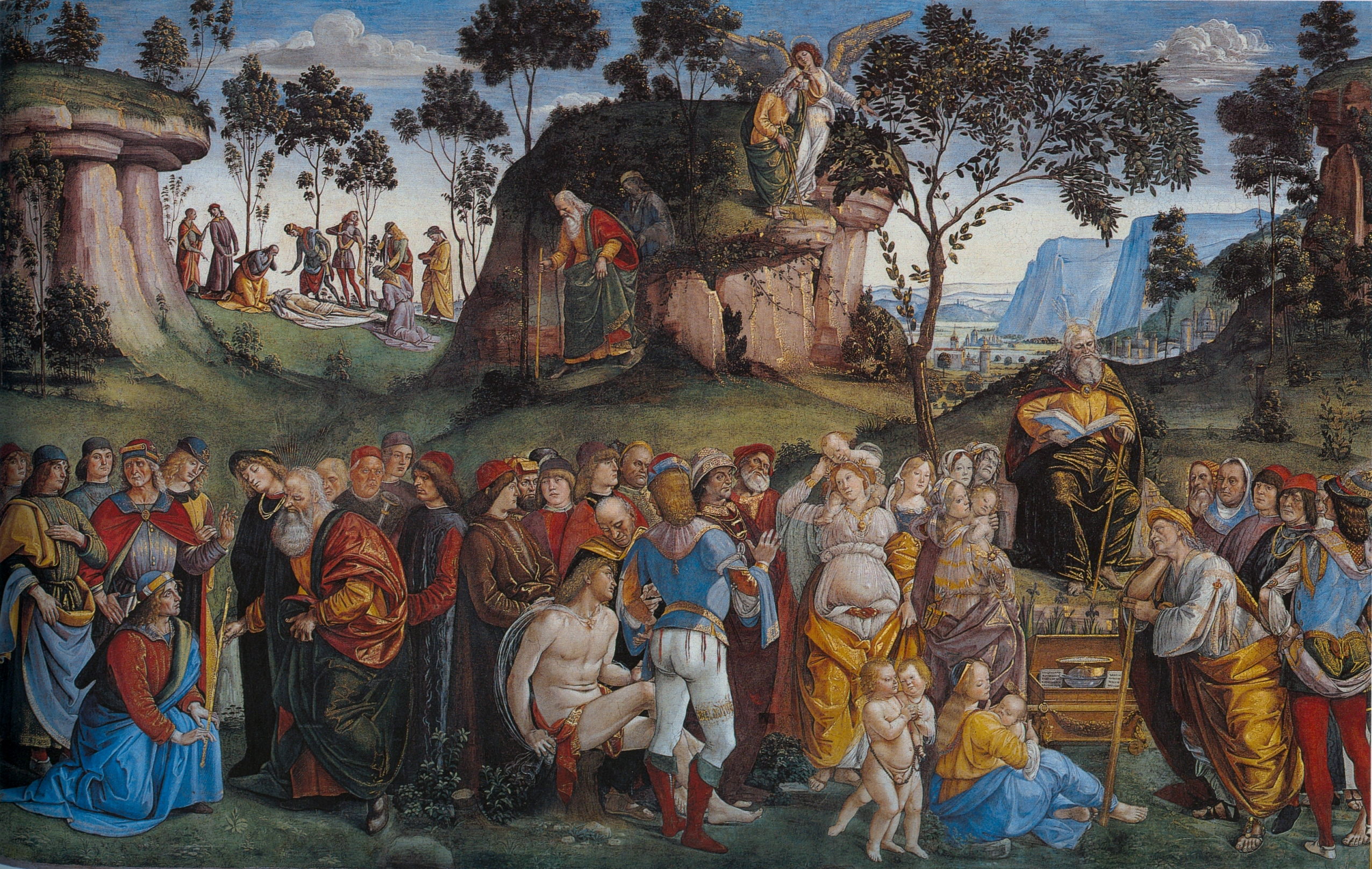
Смерть Моисея

Сикстинский плафон Микеланджело
Роспись потолка Сикстинской капеллы представляет собой известнейший цикл фресок Микеланджело, созданный в 1508—1512 годах и считающийся одним из признанных шедевров искусства Высокого Возрождения. Со сложнейшей задачей, поставленной папой Юлием II перед Микеланджело — тот называл себя скульптором, а не живописцем, и ранее ему не приходилось осуществлять столь масштабную работу в технике фрески, — мастер справился в рекордные сроки.
Страшный суд
«Страшный суд» (Giudizio universale) — фреска Микеланджело на алтарной стене Сикстинской капеллы. Художник работал над ней четыре года, с 1536 по 1541 годы. Он вернулся в Сикстинскую капеллу через двадцать пять лет после завершения росписи её потолка. Масштабная фреска занимает всю стену позади алтаря Сикстинской капеллы. Темой её стало второе пришествие Христа и апокалипсис. «Страшный суд» считается произведением, завершившим в искусстве эпоху Возрождения, которой сам Микеланджело отдал дань в росписи потолка и сводов Сикстинской капеллы.

## «Деяния апостолов»
В конце 1514 года папа Лев X, намереваясь связать свое имя с Сикстинской капеллой, заказал Рафаэлю Санти картоны для шпалер на сюжеты «Деяний Святых Апостолов» для оформления капеллы. Десять шпалер (по пять с каждой стороны) должны были украсить нижнюю часть боковых стен капеллы. Их сюжеты, взятые из Евангелий и книги Деяний Святых Апостолов из истории Святых Петра и Павла, согласно заданной программе, соответствуют фрескам в срединном регистре Сикстинской капеллы с историями Христа и Моисея, выполненным флорентийскими и умбрийскими художниками в 1481—1483 годах. По замыслу папы римского шпалеры также должны были связать историю Апостолов с историей от Сотворения мира до первого завета Бога людям (Скрижали Закона Моисея), изображённой Микеланджело на плафоне капеллы (1508—1512), а также с темой преемственности пришествия Христа, «передачи ключей» апостолу Петру и истории папства. Шпалеры изготавливали в 1517—1519 годах в Брюсселе на мануфактуре Питера Кука ван Альста при участии Бернарта ван Орлея.
Шпалеры вывешивали в капелле в особо торжественных случаях. В настоящее время они экспонируются в отдельном зале вместе с поздними картинами Рафаэля: «Мадонна ди Фолиньо» (1511), «Коронование Девы Марии» (1502—1504) и «Преображение» (1519—1520) в Пинакотеке Ватикана, в затемнённом помещении при мягком свете (попеременно, всегда семь из десяти). В самой капелле на их месте написаны в технике фрески условные «занавеси».

## Хор

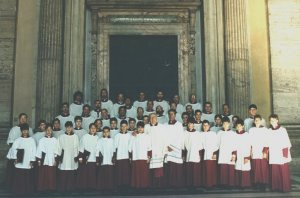
Хор Сикстинской капеллы

При Сикстинской капелле функционирует мужской хор (включая хор мальчиков), известный как Папская капелла (cappella pontificia, cappella papale; часто именуется просто «Сикстинской капеллой», cappella Sistina), — один из наиболее значительных профессиональных хоров Католической церкви. Папская капелла, задуманная (после исторического перерыва) как продолжение средневековой папской Schola cantorum, была основана Сикстом IV в 1471 году (под названием Collegio dei Cappellani cantori) и первоначально состояла из 24-х членов. Первую мессу с новым хором Сикст отслужил на Успение Богородицы 15 августа 1483 года. К XVI веку членство в папской капелле стало чрезвычайно почётным (и прибыльным) для музыкантов всей католической Европы, здесь служили Жоскен Депре, Кристобаль де Моралес, Дж. М. Нанино и другие. Несколько крупных композиторов эпохи Возрождения, работавших здесь в XVI — первой половине XVII веков, объединяются понятием Римской школы. Нынешнее название Cappella musicale pontificia Sistina установилось с XIX века.
Современная «Сикстинская капелла» — большой концертный хор, исполняющий не только сочинения композиторов Римской школы, но и вообще любую хоровую музыку, в том числе, композиторов XX и XXI веков. С историческим прототипом связывают его лишь два принципа — гендерное ограничение (только мужчины и мальчики) и отсутствие инструментального сопровождения пения.

## Реставрация
Фрески Сикстинской капеллы несколько раз подвергались реставрации, самая недавняя из которых проводилась с 1980 по 1994 годы. Эта последняя реставрация оказала глубокое влияние на любителей искусства и историков, вызвав противоречивые отклики, критику и споры.